# Tabla de esquí

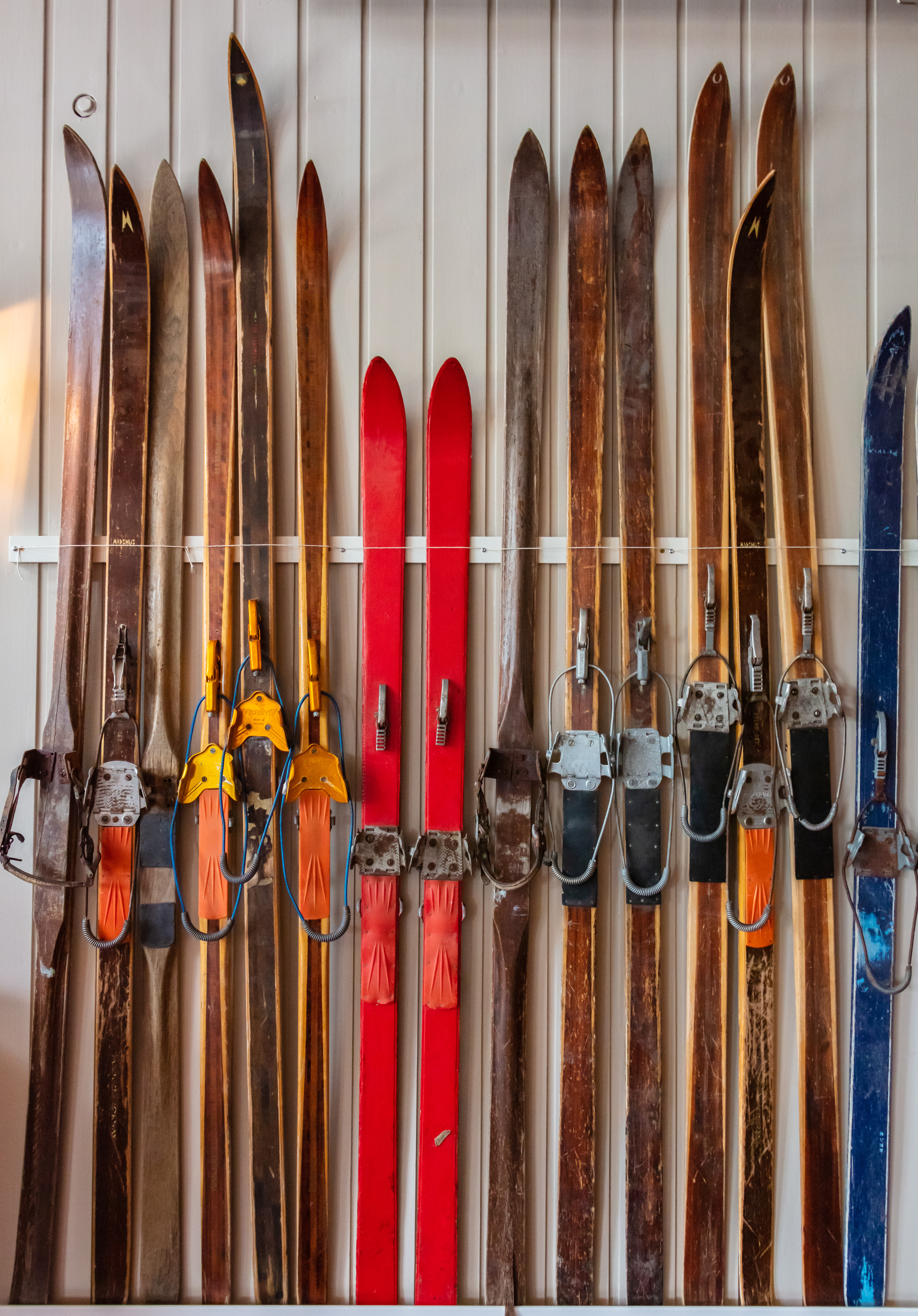
Diferentes tipos de tablas de esquí.

Una tabla de esquí o simplemente esquí (en plural, esquís o esquíes) es una tabla especialmente diseñada para deslizarse sobre la nieve y preparada para realizar un descenso por una montaña nevada esquiando.
Originalmente las tablas de esquiar eran una única pieza de madera. Actualmente están construidas por un complejo ensamblaje de piezas de fibra de carbono, kevlar, titanio o materiales compuestos, aunque algunas aún pueden tener un núcleo de madera.[cita requerida]
Aunque en la actualidad hay muchos tipos de esquí, la mayoría son largos (hasta casi los 2 metros los más largos) y delgados, con la punta y la cola de mayor anchura y la parte central más estrecha pero con un mayor grosor que en la punta y cola. En la parte central se encuentra la fijación, que es donde se coloca la bota de esquí del esquiador. Esta fijación tiene dos dispositivos de seguridad que liberan la bota de la misma en caso de sobrepasar un determinado valor de apriete. Se protege así la pierna del esquiador de una posible fractura en caso de caída. Suelen llevar un dispositivo de freno que se activa automáticamente cuando el esquí se separa de la bota, para evitar que deslice suelto y sin control pendiente abajo.[cita requerida]

## Etimología y uso
La palabra ski proviene del nórdico antiguo skíð que significa madera hendida, palo de madera o esquí. En nórdico antiguo las frases comunes que describían el esquí eran fara á skíðum (viajar, moverse rápido con esquís), renna (moverse con rapidez) y skríða á skíðum (dar zancadas con esquís). En el noruego moderno, la palabra esquí ha conservado en gran medida el significado nórdico antiguo en las palabras que designan la leña partida, los materiales de construcción de madera (como bargeboards) y la valla de palo redondo. En el noruego esta palabra se suele pronunciar /ˈʂiː/. En sueco, otra lengua evolucionada del nórdico antiguo, la palabra es skidor (plural, pronunciación en sueco: /ˈɧîːdʊr/; singular: skida).
El inglés y el francés utilizan la grafía original noruega ski, y modifican la pronunciación. Antes de 1920, los ingleses solían llamarlos skee y snow-shoe. En Italian, se pronuncia de forma similar al noruego, pero la ortografía se modifica en consecuencia: sci /ˈʃi/. El portugués y el español adaptan la palabra a sus normas lingüísticas: esqui y esquí. En alemán, se utilizan las grafías Ski y Schi, ambas pronunciadas /ˈʃiː/. En holandés, la palabra es ski y la pronunciación era originalmente {{IPA-nl|ˈʃiː|} como en noruego, pero desde aproximadamente la década de 1960 cambió a /ˈskiː/. En Welsh la palabra se escribe sgi. Muchos idiomas hacen una forma verbal a partir del sustantivo, como por ejemplo, skier en inglés, esquiar en español y portugués, sciare en italiano, skiën en holandés, o Schi laufen o Schi fahren. (como arriba también Ski laufen o Ski fahren) en alemán.de/rechtschreibung/Skifahren «Duden | Skifahren | Rechtschreibung, Bedeutung, Definition, Herkunft». www.duden.de.</ref> El noruego y el sueco no forman un verbo a partir del sustantivo.
El Finlandés tiene sus propias palabras antiguas para referirse a los esquís y al esquí: "ski" es suksi y "skiing" es hiihtää. La palabra suksi se remonta al período proto-urálico, con cognados como Erzya soks, Mansi tåut y Nganasan tuta. El Sami también tiene sus propias palabras para "esquí" y "esquiar": por ejemplo, la palabra Lule Sami para "esquí" es sabek y los esquís se llaman sabega. Los sami utilizan cuoigat para el verbo "esquiar" (el término puede remontarse a 10.000 años antes del presente).

## Historia
Los esquís de madera más antiguos encontrados fueron en Rusia (c. 6300-5000 a. C.), Suecia (c. 5200 a. C.) y Noruega (c. 3200 a. C.) respectivamente.
La tecnología del esquí nórdico se adaptó a principios del siglo XX para permitir a los esquiadores girar a mayor velocidad. Los nuevos diseños de los esquís y de las fijaciones de los esquís, junto con la introducción de los remontes para transportar a los esquiadores por las pistas, permitieron el desarrollo de los esquís alpinos. Mientras tanto, los avances tecnológicos en el campo nórdico permitieron el desarrollo de esquís especiales para el patinaje y el salto de esquí.

### Esquís asimétricos
Este tipo de esquí se utilizó al menos en el norte de Finlandia y Suecia hasta la década de 1930. En una pierna, el esquiador llevaba un esquí largo y recto no arqueado para deslizarse, y en la otra un esquí más corto para patear. La parte inferior del esquí corto era lisa o estaba cubierta con piel de animal para facilitar su uso, mientras que el esquí largo que soportaba el peso del esquiador era tratado con grasa animal de manera similar a la cera de esquí moderna. Los primeros registros de este tipo de esquís se encuentran en las obras de Olaus Magnus. Los asocia al pueblo sami y da los nombres de savek y golos para el esquí corto liso y con piel.
Los nombres en finlandés para estos son lyly y kalhu para el esquí largo y el corto.

### Esquí largo simple
Los cazadores de focas en el Golfo de Botnia habían desarrollado un esquí largo especial para colarse a distancia de tiro en los agujeros de respiración de las focas, aunque el esquí era útil para moverse en el hielo compactado en general y se hacía especialmente largo, de 3 a 4 metros, para protegerse de las grietas en el hielo. Esto se llama skredstång en sueco.

### Esquís modernos
Alrededor de 1850, los artesanos de Telemark (Noruega) inventaron el esquí combado. Este esquí se arquea en el centro, bajo la fijación, lo que distribuye el peso del esquiador de forma más uniforme a lo largo del esquí. Los anteriores esquís de estilo plano tenían que ser lo suficientemente gruesos como para no inclinarse hacia abajo y hundirse en la nieve bajo el peso del esquiador. Este nuevo diseño permitió construir un esquí más fino y ligero, que se flexionaba más fácilmente para absorber el impacto de los baches, y que maniobraba y corría más rápido y con mayor facilidad. El diseño también incluía una línea de cotas que estrechaba el esquí bajo los pies, mientras que la punta y la cola seguían siendo más anchas. Esto permitía que el esquí se flexionara y girara más fácilmente.
Tradicionalmente, los esquís se tallaban a mano a partir de una sola pieza de madera dura, como el nogal americano o el abedul o el hacha. Estas maderas se utilizaban por su densidad y capacidad para soportar los factores de velocidad y resistencia a los golpes asociados a las carreras de esquí.  Debido a que los bosques europeos estaban disminuyendo, se hizo difícil encontrar madera dura de calidad, lo que llevó a la invención del esquí laminado. A partir de 1891, los fabricantes de esquís de Noruega comenzaron a laminar dos o más capas de madera para fabricar esquís de fondo más ligeros. Éstos evolucionaron hasta convertirse en los esquís multilaminados de alto rendimiento de mediados de la década de 1930.
Un esquí laminado está hecho de dos tipos de madera pegados. Una capa superior de madera blanda se pega a una fina capa bajo una superficie de madera dura. Esta combinación creó unos esquís mucho más ligeros y maniobrables que los pesados esquís de madera dura fabricados anteriormente. Aunque eran más ligeros y resistentes, los esquís laminados no se desgastaban bien. Las colas solubles en agua que se utilizaban en aquella época fallaban; se deformaban y se partían a lo largo de los bordes de la cola (deslaminación) con frecuencia y rapidez. En 1922, un esquiador noruego, Thorbjorn Nordby, desarrolló un pegamento fuerte e impermeable que puso fin al problema de las roturas, desarrollando así un esquí laminado mucho más resistente. La investigación y el diseño de los esquís laminados avanzaron rápidamente. En 1933, se introdujo una nueva tecnología de diseño con una carcasa exterior de madera dura que envolvía completamente una capa interior de madera más ligera, eliminando con éxito las líneas de pegamento que se partían espontáneamente. Este primer diseño evolucionó hasta convertirse en una técnica de laminación avanzada que hoy se conoce como tecnología de carcasa única.
En 1950, Howard Head introdujo el Head Standard, construido con una aleación de aluminio alrededor de un núcleo de madera contrachapada. El diseño incluía cantos de acero (inventados en 1928 en Austria,) y las superficies exteriores estaban hechas de resina de fenol formaldehído que podía contener cera. Este esquí de gran éxito fue único en su momento, ya que se diseñó para el mercado recreativo y no para las carreras.   
1962: un esquí de fibra de vidrio, el White Star de Kneissl, fue utilizado por Karl Schranz para ganar dos medallas de oro en los Campeonatos Mundiales de Esquí Alpino de la FIS. A finales de los 60 la fibra de vidrio había sustituido mayoritariamente al aluminio.
En los 1974, Magne Myrmo se convirtió en la última campeona del mundo (Falun, 15 km de fondo) que utilizó esquís de madera.
En 1975, se patenta el diseño de construcción de esquís caja de torsión. La patente es referenciada por Kästle, Salomon, Rottefella y Madshus. En 1993 Elan introdujo el modelo Elan SCX, unos esquís con la punta y la cola mucho más anchas que la cintura. Cuando se inclinan sobre sus cantos, se doblan en forma de curva y tallan un giro. Las técnicas de cross-country utilizan estilos de giro diferentes; el canteo no es tan importante y los esquís tienen poca línea de cotas. Durante muchos años, los esquís alpinos tenían una forma similar a los de fondo, simplemente más cortos y anchos, pero el Elan SCX introdujo un diseño de línea de cotas radial que mejoró notablemente el rendimiento. Otras empresas no tardaron en seguir su ejemplo, y un diseñador de esquís austriaco admitió: "Resulta que todo lo que creíamos saber durante cuarenta años era erróneo" Line Skis, la primera empresa de esquís centrada en el esquí libre inspiró el movimiento de escuela de freeskiing con su twin-tip tablas de esquí en 1995. La primera empresa en comercializar con éxito y producir en masa un esquí de doble punta para esquiar al revés fue el Grupo Salomon, con su esquí 1080 en 1998.

## Construcción
Los esquís han pasado de estar hechos de madera maciza a utilizar diversos materiales, como el carbono-Kevlar para hacerlos más fuertes, más rígidos en la torsión, más ligeros y más duraderos. Las técnicas de fabricación de esquís permiten hacerlos en uno o una combinación de tres diseños:

### Laminado o sándwich
Los esquís laminados se construyen en capas. Materiales como la fibra de vidrio, el acero, la aleación de aluminio o el plástico se colocan en capas y se comprimen por encima y por debajo del núcleo. La construcción laminada es el proceso de fabricación más utilizado en la industria del esquí en la actualidad. El primer esquí laminado de éxito, y podría decirse que el primer esquí moderno fue el Head Standard, introducido en 1950, que intercalaba una aleación de aluminio alrededor de un núcleo de madera contrachapada.

### Caja de torsión
El Dynamic VR7 introdujo un nuevo método de construcción en el que un núcleo de madera más pequeño se envolvía en fibra de vidrio húmeda, en lugar de pegar láminas de fibra de vidrio presecadas al núcleo (sustituyendo esencialmente las láminas de metal). El resultado fue una caja de torsión, que hizo que el esquí fuera mucho más fuerte. El VR7, y su más famoso sucesor, el VR17, fue el primer esquí de fibra de vidrio que podía utilizarse en las carreras masculinas, y rápidamente se hizo con el mercado. Con el paso del tiempo, los materiales del núcleo y de la caja de torsión han cambiado: madera, varias espumas de plástico, fibra de vidrio, kevlar y fibra de carbono se han utilizado en diferentes diseños. Los diseños de caja de torsión siguen dominando los diseños de esquí de fondo, pero es menos común para el esquí alpino y esquí de travesía.

### Monocasco o tapa
Durante la década de 1980, Bucky Kashiwa desarrolló una nueva técnica de construcción que utilizaba una lámina de acero inoxidable laminada que formaba tres lados de una caja de torsión sobre un núcleo de madera, con la base del esquí formando el fondo. Presentados en 1989, los esquís Volant resultaron caros de producir y, a pesar de las numerosas críticas positivas, la empresa nunca llegó a ser rentable. En 1990, el Salomon S9000 tomó el mismo concepto básico pero sustituyó el acero por plástico, produciendo un diseño que llamaron "monocasco". Este concepto, que ahora se denomina "cap ski", elimina la necesidad de envolver el núcleo y lo sustituye por un proceso de un solo paso que es mucho menos costoso de producir. Hoy en día, la construcción de esquís de casquete domina la construcción de esquís alpinos.

### Diseño histórico
El esquí de madera clásico consiste en una sola pieza larga de madera adecuada que se talla a mano con la forma deseada. Los primeros diseños eran generalmente de sección rectangular, con la punta doblada hacia arriba mediante la aplicación de vapor. Con el paso del tiempo, los diseños cambiaron y los esquís se adelgazaron hacia los lados o tuvieron crestas prominentes en el centro.

### Fabricantes destacados
- K2[29] es una importante empresa de fabricación de esquís con sede en Estados Unidos. En 1961 fueron una de las primeras empresas en comenzar a producir y distribuir esquís de fibra de vidrio. En la actualidad, K2 es conocida principalmente por su amplia variedad de diseños de esquís con caja de torsión. Patrocinan a varios esquiadores profesionales y equipos de esquí.
- Rossignol[30] es una empresa francesa creada en 1907. Rossignol introdujo su primer esquí de fibra de vidrio en 1964. En la actualidad, la empresa ofrece una amplia gama de diseños de esquí y produce más de 500.000 pares de esquís al año. Rossignol también fabrica botas, fijaciones y bastones.
- Elan[31] es una empresa eslovena, ubicada en Begunje, notable en la fabricación de esquís por inventar los esquís con forma, también llamados parabólicos, que hacían posible los giros carve a baja velocidad y con un radio de giro corto.

## Tipos de esquí
- Esquí
- Esquí mixto (fuera y dentro de pista)
- Esquí carving
- Esquí freeride
- Esquí freestyle
- Esquí para mujer
- Esquí infantil
- Big foots
- Monoesquí
- Esquí de travesía
- Esquí de fondo
- Esquí de salto
- Esquí de telemark